# Ресавица (река)
Ресавица је река која се налази у централном делу Србије и припада Црноморском сливу.
Дугачка је 28,5 км и тиме је најдужа притока реци Ресави. У њу се улива у Стевњачко-дворишком пољу и на ушћу гради велику плавину од наноса, на којој се рачва у неколико рукавица. Уливањем повећава протицај реке Ресаве за око 1 m³/s. Река Ресавица је лева притока Ресаве. На њој је 1982. године основана хидрометеоролошка станица Ресавица, али  је престала са радом 1991. Удаљеност станице од ушћа је био 13,6 km. Површина слива реке је 103,8 km².
Са десне стране тока реке налази се Ресавска пећина, која важи за једну од највише туристички посећених пећина у Србији. У близнини реке се налазе и два рудника: Сењски рудник и рудник Ресавица. Такође пролази и поред истоименог насеља Ресавица.

## Литератра
Љиљана Гавриловић, Душан Дукић, "Реке Србије", 2014, Завод за уџбенике, Београд